# Stanisław Konieczny (1928–2000)
Stanisław Konieczny (ur. 15 października 1928 w Poznaniu, zm. 9 września 2000 tamże) – generał brygady Milicji Obywatelskiej, funkcjonariusz organów bezpieczeństwa państwa i porządku publicznego, dyrektor generalny i szef Służby Zabezpieczenia Materiałowego w Ministerstwie Spraw Wewnętrznych PRL.

## Życiorys
Syn Ignacego i Ewy. Do organów bezpieczeństwa publicznego wstąpił 1945, w których pełnił funkcję m.in. mechanika/kierowcy (1947–1949), prac./kier. sekcji w Wydziale V (1949–1953) w Wojewódzkim Urzędzie Bezpieczeństwa Publicznego w Poznaniu. Słuchacz Kursu Przeszkolenia Oficerów Bezpieczeństwa Publicznego w Centrum Wyszkolenia MBP w Legionowie (1953–1955). Pełnił funkcję zastępcy naczelnika Wydziału VI Wojewódzkiego Urzędu do Spraw Bezpieczeństwa Publicznego w Poznaniu (1955–1956), z-cy nacz. Wydziału II Komendy Wojewódzkiej Milicji Obywatelskiej w Poznaniu (1956–1957), sekretarza Komitetu Zakładowego PZPR przy KW MO (1957–1963), z-cy komendanta wojewódzkiego ds. MO w Poznaniu (1963–1967), z-cy kmdta woj. ds. adm.-gosp. (1967–1968), z-cy kmdta woj. ds. służby milicji i jednocześnie kmdta miejskiego w Poznaniu (1968–1970). 10 maja 1970 odszedł ze służby w stopniu pułkownika.
W 1972 został ponownie przyjęty do poznańskiej komendy na stanowisko z-cy kmdta wojewódzkiego ds. adm.-gosp., gdzie następnie funkcjonował jako z-ca szefa Wojewódzkiego Urzędu Spraw Wewnętrznych ds. adm.-gosp. (1983–1987).
W 1987 przeszedł do centrali MSW, gdzie powierzono mu funkcję dyrektora generalnego i szefa Służby Zabezpieczenia Materiałowego (1987–1990). W październiku 1988 Rada Państwa PRL nadała mu stopień generała brygady Milicji Obywatelskiej. Nominację otrzymał 11 października 1988 w Belwederze z rąk przewodniczącego Rady Państwa PRL gen. armii Wojciecha Jaruzelskiego.
W PPR od 1946, następnie w PZPR.
Został pochowany na Cmentarzu Junikowo w Poznaniu.